# HP-32S

## HP-32S
HP-32S は1988年にヒューレット・パッカードによって販売されたプログラミング可能なRPN関数電卓であった。あるモデルはアメリカ合衆国のヒューレット・パッカードによって1987年に組み立てられた（シリアル番号 2838A13810）。そして、1991年に生産終了となった。HP-32S は HP-15C プログラマブルRPN関数電卓の伝統を受け継いでいた。しかし、HP-15C のいくつかの機能は切り捨てられた（行列計算）。そして、いくつかの機能は縮小された（複素数計算）。いくつかの制限のため、HP-32S は HP-34C を拡張したと言うのがより正確である。HP-32S は複素数、統計、確率などをサポートしていた。

## HP-32SII
HP-32SII は中置記法、分数、そして第2のシフトキーが追加された。この機種は1991年に発売され、2002年に生産終了となった。

## サンプルプログラム
```
 ; このプログラムは
ユークリッドの互除法
の HP-32SII バージョンである。
 ; 
最大公約数
(GCD)を求める。
 ; 2つの数値をスタックに入れてから実行する。
 ; GCDを求めたいのであれば、"XEQ E" とキーを押す（先頭の "LBL E" から実行される）。
 E01 LBL E
 E02 STO A
 F01 LBL F
 F02 ÷
 F03 FP
 F04 RCL A
 F05 x
 F06 1
 F07 x>y?
 F08 GTO G
 F09 R(DOWN)
 F10 PSE
 F11 x<>A
 F12 RCL A
 F13 GTO F
 G01 LBL G
 G02 RCL A
 G03 RTN
```